# Lódi László
Lódi László (Budapest, 1948. március –) labdarúgó, középpályás, edző.

## Pályafutása
1960-ban a BVSC csapatában kezdte a labdarúgást, ahol 16 évesen már bemutatkozott az NB I/B-s felnőtt csapatban. 1969 és 1971 között a sorkatonai szolgálata alatt a másodosztályú Kecskeméti Dózsa csapatában szerepelt. Innen igazolta le a Tatabányai Bányász, ahol 1971. augusztus 7-én mutatkozott be az élvonalban a Bp. Honvéd ellen. A mérkőzés 2–1-es tatabányai győzelemmel ért végett. 1971 és 1974 között 32 alkalommal szerepelt az élvonalban és három gólt szerzett. Tagja volt az 1972-es magyar kupa-döntős és az 1973-as és 1974 KK-győztes csapatnak. 1974 és 1975 között a másodosztályú Dorogi AC játékosa volt, majd azt követően a szintén másodosztályban szerepelt Szolnoki MTE együttesében játszott. Az aktív labdarúgás befejezése után a Szolnoki MÁV MTE csapatánál kezdett edzőként dolgozni. Pályaedzőként, vezetőedzőként és szakmai igazgatóként tevékenykedett a szolnoki csapatnál. Edzőként dolgozott még Rákóczifalván, Tiszakécskén, Újszászon, Tápiógyörgyén és Jászapátiban.

## Sikerei, díjai
- Magyar kupa (MNK)
  - döntős: 1972
- Közép-európai kupa (KK)
  - győztes: 1973, 1974